# Insula Margareta
Insula Margareta (în maghiară Margit-sziget) este o insulă pe Dunăre în orașul Budapesta. Are o suprafață de circa 0,965 km2. Numele insulei provine de la cel al sfintei Margareta a Ungariei, canonizată în 1276.
Insula este cea mai mare parte acoperită de parcuri și este o zonă populară de agrement. Ruinele sale medievale amintesc de importanța sa în Evul mediu ca centru religios. Insula se întinde pe suprafața dintre Podul Margareta (sud) și Podul Árpád (nord). Înainte de secolul al XIV-lea insula a fost numită Insula iepurilor. Administrativ, Insula Margareta a aparținut de districtul 13 până în 2013. Acum este direct sub controlul orașului.

## Numele
Insula este atestată documentar ca Insula Iepurilor (în maghiară Nyulak szigete). Regele Bela al IV-lea (1235-1270) a făcut legământ că, în cazul unei victorii asupra tătarilor, o va trimite pe fiica sa Margareta în mănăstirea dominicanilor care funcționa pe insula respectivă, ceea ce s-a și întâmplat.
Alte nume ale insulei au fost în timpul secolului al XIII-lea: Nyulak szigete, Nagyboldogasszony-Sziget, Úr-Sziget, Budai-Sziget, Dunai-Sziget, în anii 1790: Nádor-Sziget, Palatinus-Sziget. (Numele înseamnă Insula Iepurilor, Insula Maicii Noastre, Insula nobililor, Insula Buda, Insula Dunării, Insula palatină.)

## Istoric
Forma de astăzi a fost dezvoltată prin intermediul unei legături între trei insule separate, Festő (Pictorilor), Fürdő (Băilor) și Nyulak (Iepurilor), la sfârșitul secolului al XIX-lea, pentru a controla fluxul Dunării. Inițial, insula a avut 102,5 de metri deasupra nivelului mării, dar ulterior a fost ridicată până la 104,85 metri deasupra nivelului mării pentru a controla inundațiile.

## Imagini

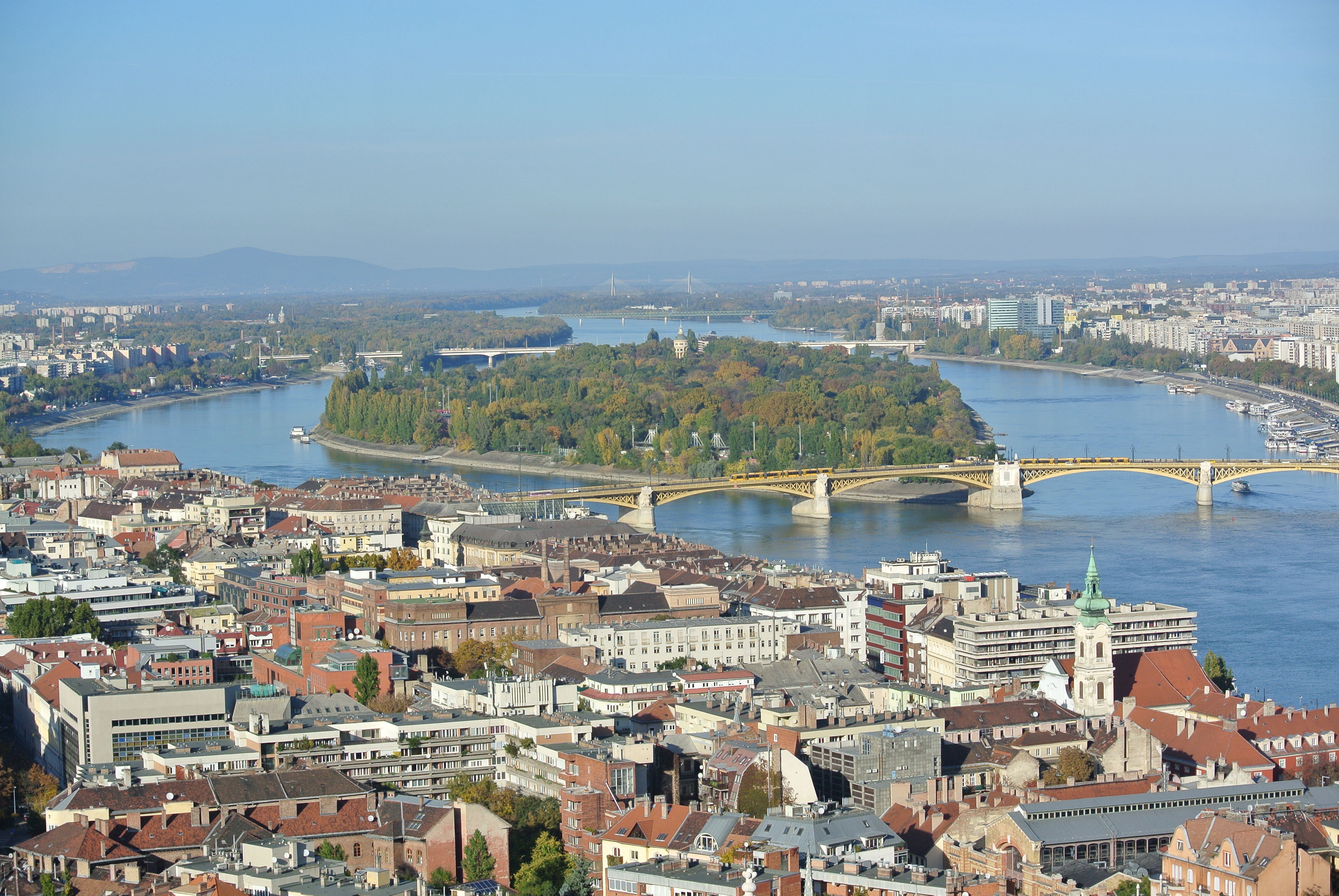
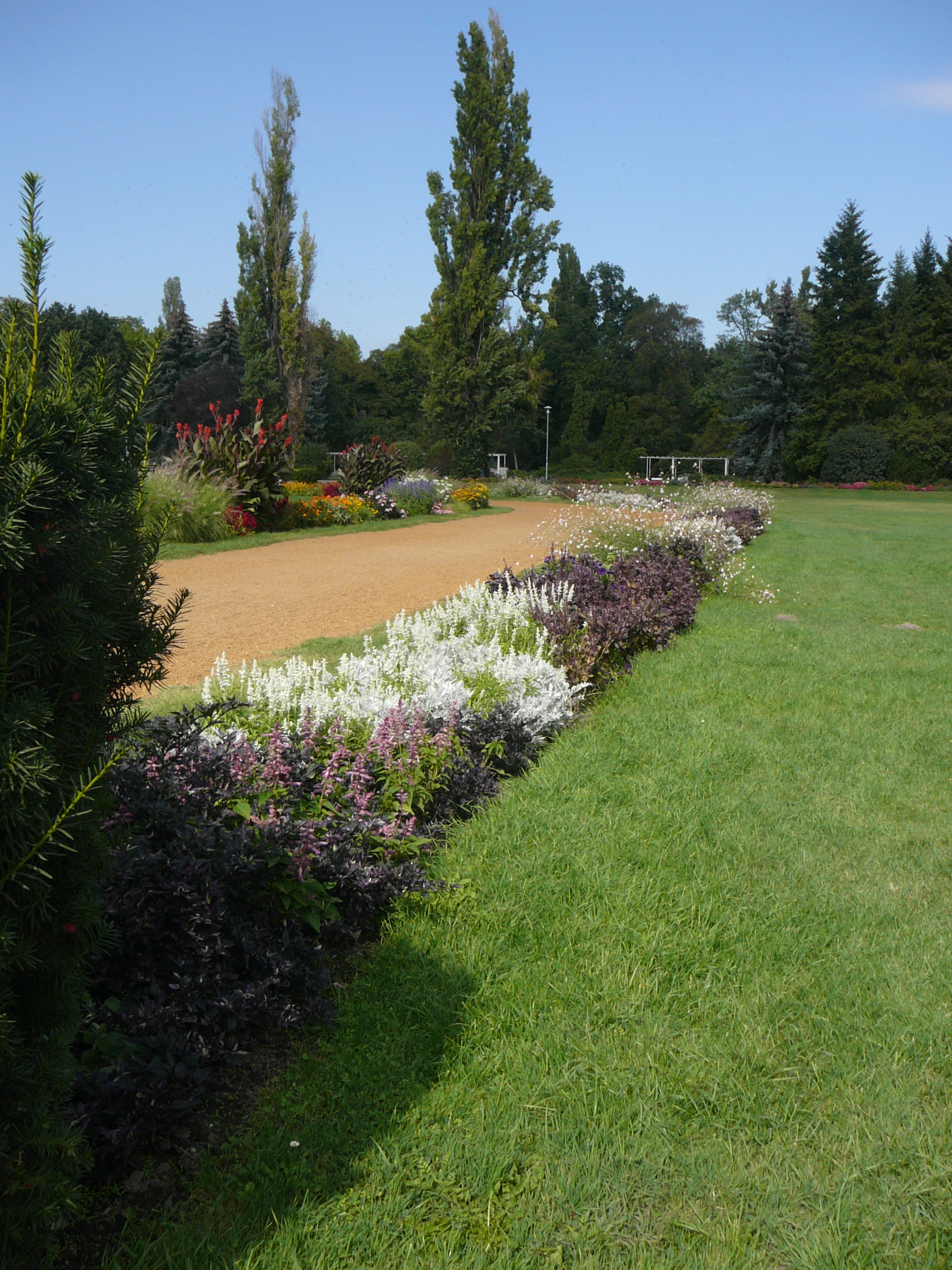
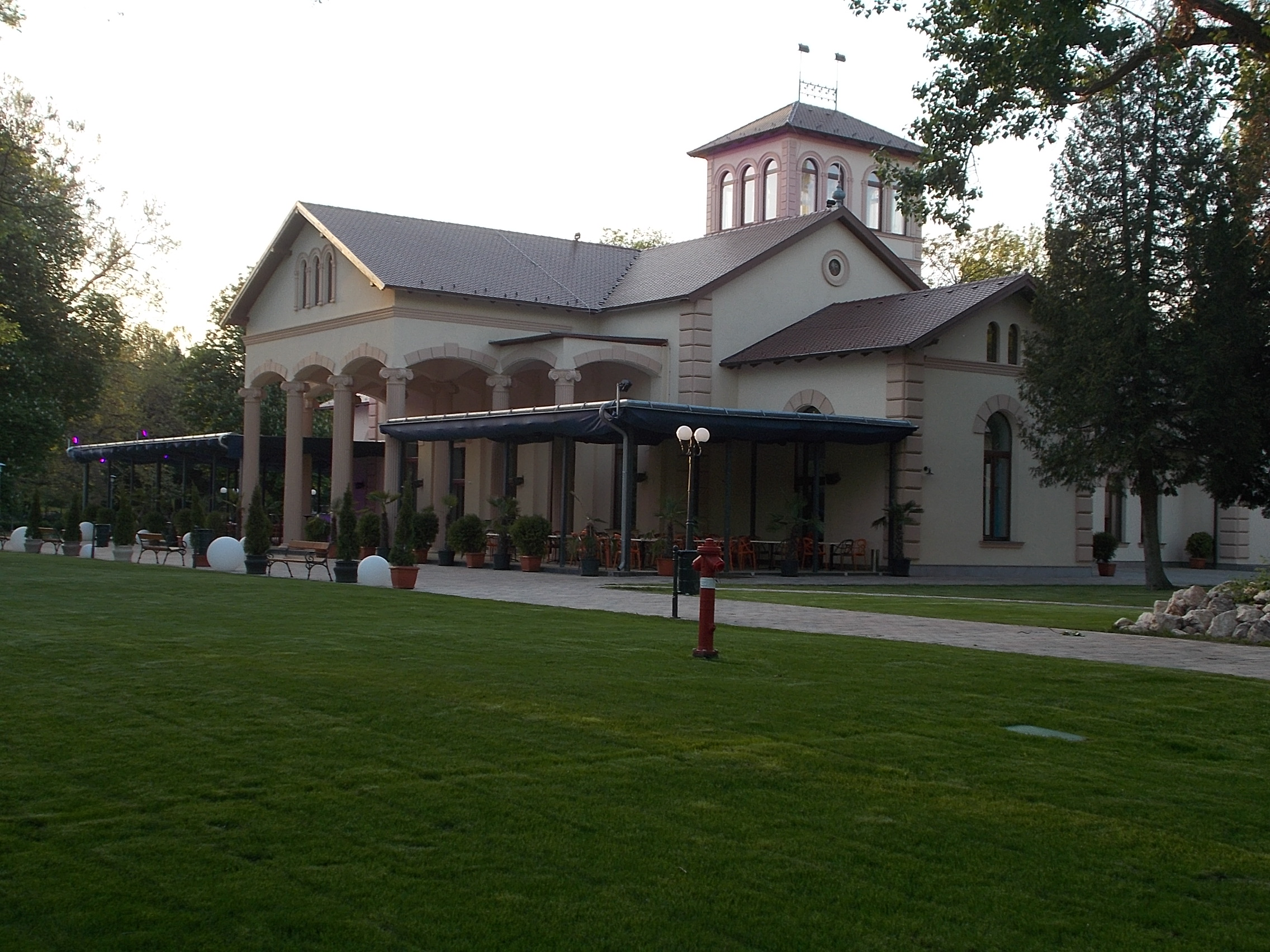
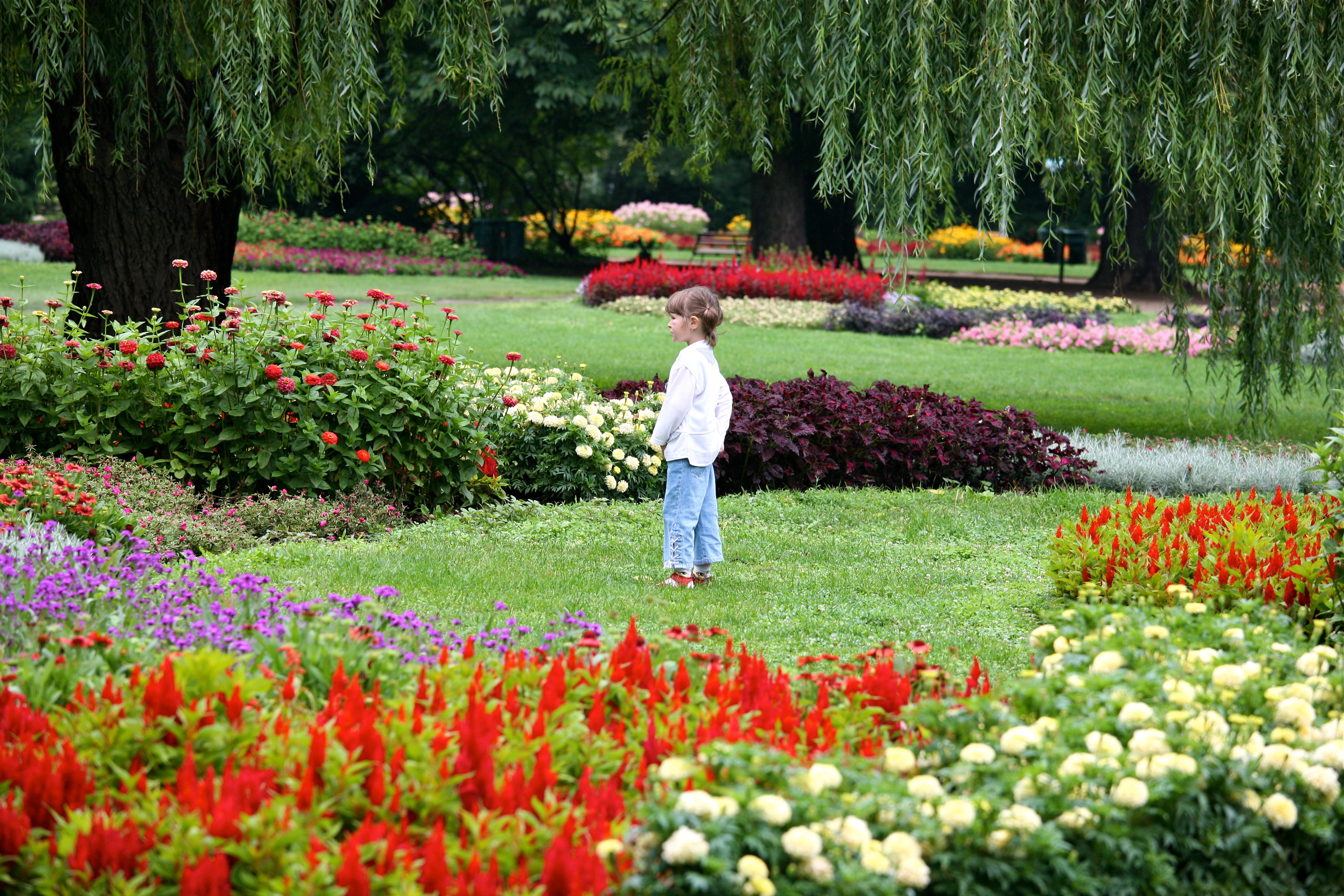

## Legături externe
- A number of pictures of the Water Tower